# Adolfo Celi
Adolfo Celi (27 de julio de 1922 – 19 de febrero de 1986) fue un actor y cineasta italiano. Nacido en Curcuraci, Mesina, Celi apareció en cerca de cien películas, interpretando principalmente el rol de villano internacional. Aunque logró popularidad en su país, a nivel internacional obtuvo reconocimiento interpretando el papel del villano Emilio Largo en la película de 1965 Thunderball, del agente secreto británico James Bond.
Celi falleció de un paro cardíaco en 1986 en Siena. Su hija, Alessandra Celi, también se dedicó a la actuación.

## Filmografía

### Cine
- A Yank in Rome (Un americano in vacanza, 1946) Tom
- Christmas at Camp 119 (Natale al campo 119, 1947) John
- Hey Boy (Proibito rubare, 1948)
- Immigrants (Emigrantes, 1948)
- Caiçara (1950) Genovés
- Tico-Tico no Fubá (1952)
- Sandokan the Great (Sandokan, la tigre di Mompracem, 1963)
- That Man from Rio (L'homme de Rio, 1964) Mário de Castro
- Three Nights of Love (Tre notti d'amore, 1964)
- Male Companion (Un monsieur de compagnie, 1964) Benvenuto
- Beautiful Families (1964) (segment "Amare è un po' morire")
- Crime on a Summer Morning (Par un beau matin d'été, 1965) Van Willie
- Von Ryan's Express (1965) Mayor Battaglia
- The Agony and the Ecstasy (1965) Giovanni de' Medici
- Slalom (1965) Riccardo
- A Man Named John (E venne un uomo, 1965) Radini Tedeschi
- Thunderball (1965) Emilio Largo
- El Greco (1966) Don Miguel de Las Cuervas
- Yankee (1966) Grande Concho
- Target for Killing (Das Geheimnis der gelben Mönche, 1966) Henry Perkins
- Pleasant Nights (Le piacevoli notti, 1966) Bernadozzo
- Grand Prix (1966) Agostini Manetta
- King of Hearts (Le roi de coeur, 1966) Alexander MacBibenbrook
- Dalle Ardenne all'inferno, 1967) Luc Rollman
- Master Stroke (Colpo maestro al servizio di Sua Maestà britannica, 1967) Bernard
- The Honey Pot (1967) Inspector Rizzi
- OK Connery (1967)
- El magnífico Bobo (The Bobo) (1967) Francisco Carbonell
- Grand Slam (Ad ogni costo, 1967)[5] Mark Milfford
- Fantabulous Inc. (La Donna, il sesso e il superuomo, 1967) Karl Maria van Beethoven
- Death Sentence (Sentenza di morte, 1968) Friar Baldwin
- Siete veces siete (Sette volte sette, 1968) Warden
- Diabolik (1968) Ralph Valmount
- It's Your Move (Uno scacco tutto matto, 1969) Bayon
- Alibi (L'alibi, 1969) Adolfo
- Midas Run (1969) General Ferranti
- Detective Belli (Un Detective, 1969) Avvocato Fontana
- A Man for Emmanuelle (Io, Emmanuelle, 1969) Sandri
- The Archangel (L'arcangelo, 1969) Marco Tarrochi Roda
- Buscando a Gregory (In Search of Gregory) (1969) Max
- Death Knocks Twice (Blonde Köder für den Mörder, 1969)  Max Spigler
- Rendezvous with Dishonour (Appuntamento col disonore, 1970) Hermes
- Fragment of Fear (1970) Signor Bardoni
- The Cop (Un condé, 1970)
- Brancaleone at the Crusades (Brancaleone alle crociate, 1970) Re Boemondo
- Finale di partita (Alla ricerca di Gregory, 1970)
- They Have Changed Their Face (Hanno cambiato faccia, 1971) Giovanni Nosferatu
- Una chica casi decente (1971) César Martín de Valdés 'Duque'
- Murders in the Rue Morgue (1971) Inspector Vidocq
- 1931: Once Upon a Time in New York (Piazza pulita, 1972)
- Fratello sole, sorella luna, 1972)
- L'occhio nel labirinto (1972) Frank
- Terza ipotesi su un caso di perfetta strategia criminale, 1972) Inspector Vezzi
- Chi l'ha vista morire? (1972) Serafian
- Ragazza tutta nuda assassinata nel parco, 1972)  Inspector Huber
- Long Arm of the Godfather (La mano lunga del padrino, 1972) Don Carmelo
- Hired to Kill (La mala ordina, 1972) Vito
- Hitler: The Last Ten Days (1973) Krebs
- Le Mataf (Tre per una grande rapina, 1973) Me Desbordes
- Black Holiday (La villeggiatura, 1973)  Rizzuto
- The Devil Is a Woman (Il sorriso del grande tentatore, 1974)  Borrelli
- Le fantôme de la liberté, 1974) Doctor Pasolini
- And Then There Were None (Ein unbekannter rechnet ab, 1974) André Salvé
- The Balloon Vendor (Il venditore di palloncini, 1974) Dr. Monforte
- Libera, amore mio..., 1975) Felice Valente
- Amici miei, 1975) Sassaroli
- L'amaro caso della baronessa di Carini (1975) Don Mariano D'Agrò
- Sandokan (1976) James Brooke
- Live Like a Cop, Die Like a Man (Uomini si nasce poliziotti si muore, 1976)
- Pure as a Lily (Come una rosa al naso, 1976) L'onorevole
- Confessions of a Frustrated Housewife (La moglie di mio padre, 1976) Antonio Lenzini
- ''Signore e signori, buonanotte, (1976) Vladimiro Palese
- The Next Man (1976) Al Sharif
- The Big Operator (Le Grand escogriffe, 1976) Rifai
- Merciless Man (Genova a mano armata, 1976) Lo Gallo
- Febbre da cavallo (1976)
- Che notte quella notte! (1977)
- The Passengers (Les Passagers, 1977) Boetani
- Pane, burro e marmellata (1977)  Aristide Bertelli
- Holocaust 2000 (1977) Dr. Kerouac
- La tigre è ancora viva: Sandokan alla riscossa! (1977) James Brooke
- Man of Corleone (L'uomo di Corleone, 1977)
- The Perfect Crime (Indagine su un delitto perfetto, 1978) Harold Boyd
- Professor Kranz tedesco di Germania (1978) Carcamano
- Le braghe del padrone (1978) Euginio
- L'affittacamere (1979)
- Café Express (1980) Inspector en jefe del ministerio
- Car-napping (1980)
- Madly in Love (Innamorato pazzo, 1981) Gustavo VI de San Tulipe
- Perdóname, amor (1982) Ruggero Rivelli
- Monsignor (1982) Cardenal Vinci
- Amici miei atto II, 1982) Sassaroli
- Cenerentola '80 (1984) Goncalvo Gherardeschi
- Passaporto segnalato (1985) Abogado Santi
- All My Friends Part 3 (Amici miei atto III, 1985) Sassaroli
- Il giocatore invisibile (1985)
- Due assi per un turbo (1987) Il Caposcalo